# Mars Hand Lens Imager

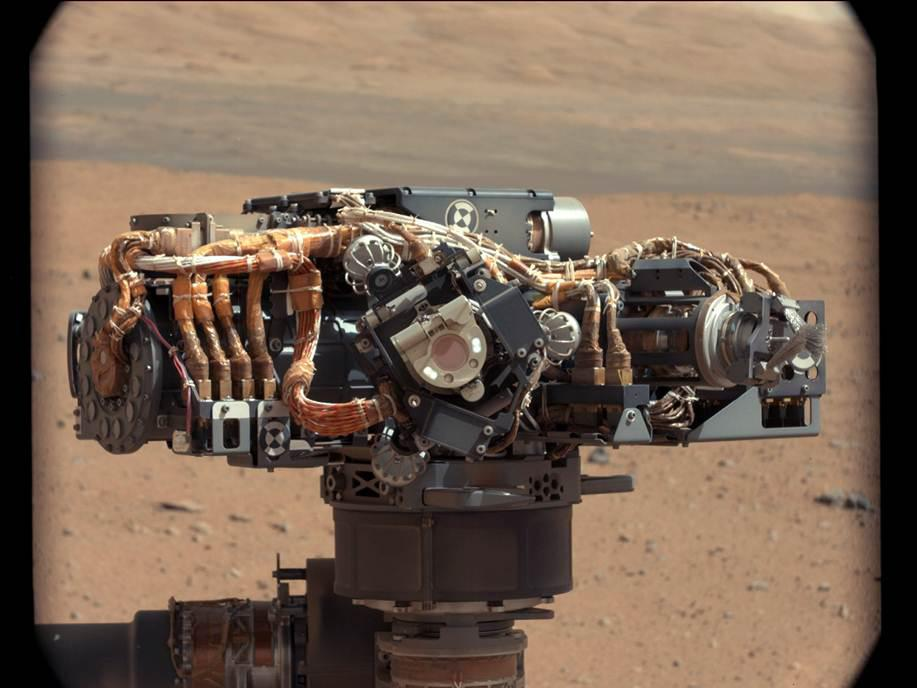
Le Mars Hand Lens Imager (MAHLI) de Curiosity sur Mars. Aeolis Mons (le mont Sharp) est visible à l'arrière-plan. Photo du 8 septembre 2012.

Le Mars Hand Lens Imager (littéralement « Imageur à loupe pour Mars » ; en abrégé MAHLI) est l’un des dix-sept appareils photo du rover Curiosity de la mission Mars Science Laboratory. 

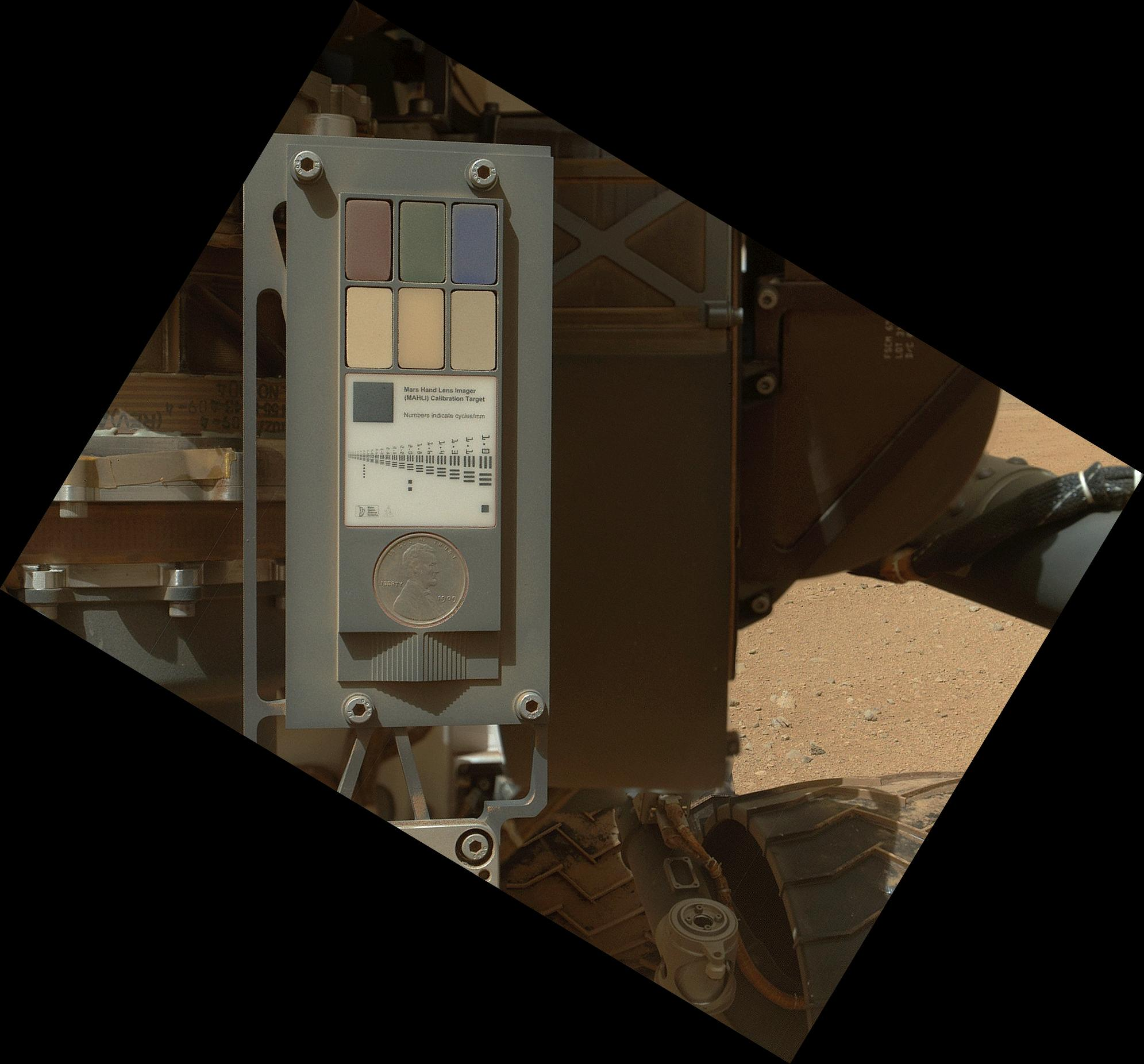
Cible d'étalonnage du MAHLI (9 septembre 2012) (image 3-D).

## Vue d'ensemble
L'instrument est monté sur le bras robotique du rover. Il est principalement utilisé pour acquérir des images microscopiques de la roche et du sol, mais il peut également être utilisé pour d’autres images. MAHLI peut prendre des images en vraies couleurs de 1600 × 1200 pixels avec une résolution atteignant 14,5 micromètres par pixel. MAHLI a une focale de 18,3 à 21,3 millimètres et un champ de vision de 33,8 à 38,5 degrés. MAHLI dispose d’un éclairage DEL à la fois blanc et ultraviolet pour l’imagerie dans l’obscurité ou l’imagerie par fluorescence. MAHLI a également une mise au point mécanique allant de l’infini au millimètre. Ce système peut produire des images avec un traitement d'empilement de mises au point. MAHLI peut stocker les images brutes ou effectuer une compression prédictive ou JPEG sans perte en temps réel. La cible d'étalonnage (image 3D) de MAHLI comprend des références de couleurs, un graphique à barres métriques, une pièce de 1 cent Lincoln 1909 VDB et un motif de marche pour la calibration en profondeur. 
Selon la NASA, « La caméra MAHLI de Curiosity a pour objectif principal d’obtenir des vues proches et en haute résolution de roches et du sol sur le site du champ de recherche du cratère Gale. La caméra est capable de faire la mise au point sur toute cible à une distance d’environ 0,8 pouce (2,1 centimètres) à l'infini. Cela signifie qu'il peut, comme indiqué ici, également obtenir des images du paysage martien. ». 
L'appareil sert également à prendre des photos du rover. Une des photos a été considérée en 2013 par Discovery News comme l’un des meilleurs selfies de robots spatiaux.